# Bayon-sur-Gironde
Bayon-sur-Gironde è un comune francese di 724 abitanti situato nel dipartimento della Gironda nella regione della Nuova Aquitania.

## Società

### Evoluzione demografica
Abitanti censiti